# Papillacarus pavlovskii
Papillacarus pavlovskii är en kvalsterart som först beskrevs av Bulanova-Zachvatkina 1960.  Papillacarus pavlovskii ingår i släktet Papillacarus och familjen Lohmanniidae. Inga underarter finns listade i Catalogue of Life.